# Province d'Izumo
Izumo (出雲国, Izumo no kuni) est une ancienne province du Japon, qui correspond aujourd'hui à la partie de la préfecture de Shimane, dans la région de Chūgoku (Chūgoku-chihō « le Pays du Milieu »). Elle était également parfois appelée Unshū (雲州). 
Le daimyo de la province résidait au XVIe siècle dans le château de Gassantoda qui constituait son honjō (centre de commandement). À partir de 1611, celui-ci est transféré au château de Matsue.

## Géographie

### Géographie physique
La Province d'Izumo appartenait à cette partie de la région de Chūgoku nommée San’in (山陰地方 San'in Chihō « région du côté sombre de la montagne ») qui borde les versants nord des monts Chūgoku, fait face à la mer du Japon et se caractérise par son climat relativement rude par rapport à celui des provinces de la région de San'yō (山陽 地方 San'yō-chihō « région du côté lumineux de la montagne ») qui se trouve de l'autre côté des monts Chūgoku.
L’été, les doux vents du sud y apportent un air chaud et humide, mais l’hiver les vents s’inversent et ramènent l’air froid et sec de Sibérie qui provoque, au contact des eaux chaudes de la mer du Japon, typhons, tempêtes, vagues gigantesques et nombreuses chutes de neige.
La province comptait deux grands lacs : le lac Shinji et le lac Nakaumi.

### Structure administrative
À partir du shogunat Tokugawa, durant l'époque d'Edo, la province d'Izumo fut divisée en 4 han (藩) :
- Domaine de Matsue 松江藩
- Domaine de Matsue Shinden 松江新田藩 : dirigé par le clan Horio entre 1600 et 1633, puis par le clan Kyōgoku entre 1634 et 1637 et enfin par le clan Matsudaira entre 1638 et 1871.
- Domaine de Hirose 広瀬藩 : dirigé par le clan Matsudaira entre 1666 et 1850.
- Domaine de Mōri 母里藩 : dirigé par le clan Matsudaira entre 1666 et 1871.

## Mythes et légendes

### La Terre des Dieux
Dans l'imaginaire shintō, la province d’Izumo joue un rôle tout à fait particulier. C’est là, selon la légende :
- que se trouve l’entrée du Yomi (l’enfer japonais), scellée par le dieu Izanagi à l’aide d’un énorme rocher après qu’il a découvert que sa bien-aimée Izanami n’était plus qu’un amas de chairs calcinées ;
- qu’est enterrée la grande déesse Izanami, sous le mont Hiba ;
- que le dieu Susanoo se réfugia après qu’il a été chassé du ciel pour avoir tellement offensé sa sœur, Amateratsu, qu’elle se retira dans une caverne, provoquant une nuit éternelle ;
- qu’il planta une forêt à partir des poils de sa barbe que les autres kamis avaient rasée ;
- qu’il vainquit le terrible tatsu Yamata-no-Orochi auquel devait être sacrifié la princesse Kushi-Inada ;
- qu’il découvrit dans la queue du tatsu mort l’épée Kusanagi no Tsurugi qu’il offrit à sa sœur Amateratsu en guise de réconciliation et qui devint l’un des trois trésors du Japon ;
- qu’il engendra, avec la princesse Kushi-Inada, un fils : Ōkuninushi, le fondateur du clan Izumo dont nombre de samouraïs de la province prétendent descendre ;
- qu’Okuninushi fut forcé de renoncer au trône du royaume d’Izumo afin que le petit-fils d’Amateratsu, Ninigi puisse fonder la dynastie des premiers empereurs du Japon.

### Le grand Sanctuaire d'Izumo-taisha
C’est pourquoi cette terre est considérée comme un des berceaux de la religion shintō et qu’il s’y trouve l’un des plus anciens et importants sanctuaires shintō : Izumo-taisha (出雲大社, aussi nommé Izumo no Ōyashiro), dédié au révéré Okuninushi-no-mikoto, fils de Susanoo, kami de la médecine, des esprits et des choses invisibles et créateur du Japon selon certaines légendes. Il est également le kami responsable du En-musubi « les liens qui nous rassemblent » : amour, amitié, compagnonnage, etc.
Cet immense sanctuaire, établi au pied du mont Uga, serait le lieu de rassemblement des kamis durant le mois appelé kannazuki ( « le mois sans dieux ») dans le reste du Japon, mais appelé kamiarizuki (« le mois où les dieux se rassemblent ») dans la province d’Izumo. Période pendant laquelle ils débattraient des mariages, décès et naissances de l’année suivante.
Cet événement donne lieu à l’important festival du kami Ari Sai pendant lequel les prêtres et les pèlerins souhaitent la bienvenue aux huit millions de kamis. Puis les festivités se poursuivent dans les dix sanctuaires de la région : Izumo Taisha, Sada, Miho, Mankusen, Hinomisaki, Mezuki, Kamosu, Kanbara, Asayama et Taga.

### Autres sanctuaires
Le sanctuaire de Miho, dédié au fils d’Okuninushi-no-mikoto Kotoshironushi, mieux connu sous le nom d’Ebisu-sama, est la maison mère de l’ensemble des temples dédiés à Ebisu à travers tout le Japon. On prétend qu’on peut le voir pêcher à l’occasion non loin du cap sur lequel est bâti le sanctuaire.
Deux importants festivals ont lieu chaque année dans ce sanctuaire : l’Aofushigaki Shinji et le Morotabune Shinji.
La rive nord du lac Shinji recueille le sanctuaire du kami de la boisson, le Kozakai-cho que l’on nomme aussi Saka. Ce sanctuaire accueille tous les ans le festival d’automne pendant lequel le Gūji du temple prépare le doburoku (le saké non filtré) qui est consommé par tous les brasseurs de saké de la province. Selon la légende, cette cérémonie célèbre le sakamizuki : cette période de 180 jours pendant lesquels les kamis se rassemblèrent en ce lieu pour préparer le saké et le boire à foison.

### Les sources sacrées
La province recèle également un grand nombre de sources chaudes (onsen), depuis les rivages de la mer aux collines du sud de la province. La plus célèbre d’entre elles, Tamatsukuri Onsen, est située sur le bord méridional du lac Shinji. Elle est extrêmement populaire, non seulement à cause de la vue qu’offrent les eaux du lac tout proche, mais aussi parce qu’on lui prête des vertus magiques. Selon la légende, celui qui se baigne une fois dans ses eaux verra son corps croître en beauté. Celui qui s’y baigne deux fois se verra guéri de toute maladie.
De plus, la région qui entoure la source est célèbre dans tout le Japon pour la qualité des magatama (agates ou jaspe taillés en forme de virgule), - Tamatsukuri signifie d’ailleurs « fabrique de pierres précieuses » - à tel point qu’un collier en agates formé de magatamas de la région est toujours offert en guise de cadeau par le patriarche du temple d’Izumo-taisha à l’Empereur lors de son accession au trône et à la prêtrise suprême pour lui souhaiter longue vie et bonne santé.
Le onsen de Yunokawa est, lui aussi, réputée pour le pouvoir séducteur de ses eaux. On prétend d’ailleurs que Yagami-hime, la future femme du dieu Okuninushi, s’y baigna pour apaiser son corps des fatigues du voyage et en ressortit bien plus splendide qu’elle n’était entrée.